# Čertova pec
Čertova pec je přírodní památka v katastrálním území obce Radošina v okrese Topoľčany v Nitranském kraji na Slovensku. Chráněné území bylo vyhlášeno v roce 2008. Předmětem ochrany je volně přístupná jeskyně. Nachází se v pohoří Považský Inovec a byly v ní nalezeny nejstarší známky jeskynního osídlení na Slovensku.

## Historie
Jedná se o jeskynní sídliště lovců z období starší doby kamenné. Výzkumy bylo zjištěno osídlení ve více vrstvách. Nejstarší osídlení pocházející z posledního interglaciálu reprezentuje Moustierská kultura ze středního paleolitu, kdy ji obýval člověk neandertálského typu. Jedná se o nejstarší známé jeskynní osídlení na Slovensku. Následovalo osídlení kulturou szeletien z mladšího paleolitu. Štípané a retušované kamenné nálezy a ulitníky z lokality je možné spojovat s nálezy pocházejícími z oblasti Černého moře. Jeskyni prozkoumal v letech 1958–1961 Juraj Bárta z Archeologického ústavu Slovenské akademie věd v Nitře.
V roce 1981 byla prohlášena chráněným přírodním výtvorem. Ochrana byla k 1. lednu 1995 zrušena a přírodní památka byla vyhlášena v roce 2008.

## Přírodní poměry
Krasová jeskyně v dolomitech se nalézá na úpatí vrchu Nad Lipovcom, asi osm kilometrů od Piešťan u silnice do Topoľčan, v nadmořské výšce 253 metrů. Je dlouhá 27 metrů a oboustranně průchodná. Představuje vzácnou archeologickou a paleontologickou lokalitu s doklady o vícenásobném paleolitickém osídlení.